# Ford Airstream

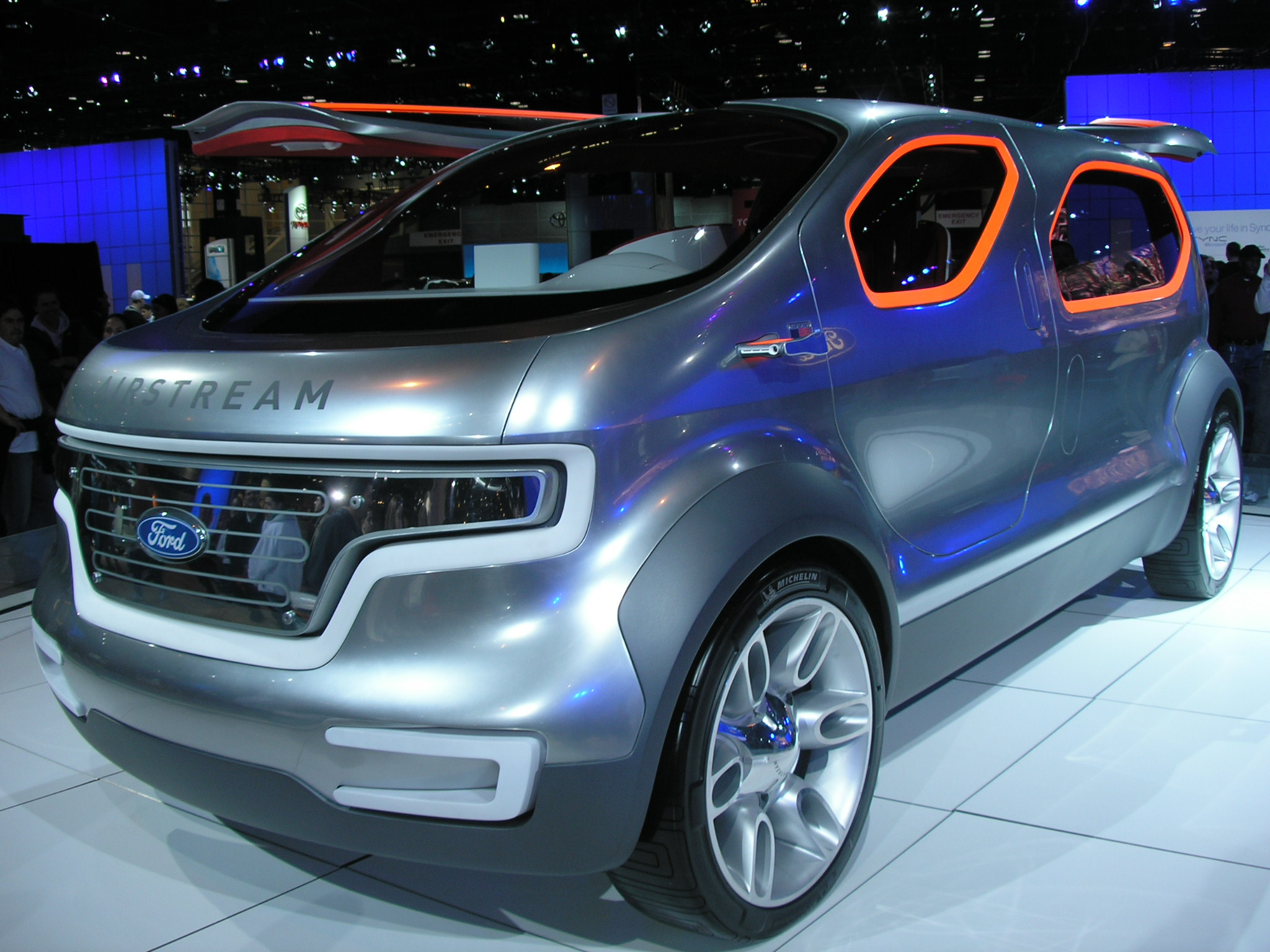
Ford Airstream

Ford Airstream — концепт гібридного (електромобіль/водневі паливні елементи) кросовера. Вперше представлений на Північноамериканському Автошоу в Детройті в січні 2007 року.
Створений на базі HySeries Drive — нової концепції, аналогічної E-Flex, розробленої General Motors (див. Chevrolet Volt).
На автомобілі встановлені літій-іонні акумулятори і компактні водневі паливні елементи. Airstream працює в режимі електромобіля. Акумулятори заряджаються в міру необхідності від паливних елементів.
У режимі електромобіля Airstream проїжджає 40 км, або до 40 % ємності акумуляторів. Далі для зарядки акумуляторів включаються паливні елементи. Максимальна швидкість автомобіля 135 км/год.
На Airstream встановлені: літій-іонні акумулятори 336 В. Паливні елементи виробництва канадської компанії Ballard Power Systems. Бак для зберігання 4,5 кг водену під тиском 350 бар. Цього водену достатньо для 485 км пробігу.
Габарити автомобіля:
- Довжина — 4,7 м.
- Ширина — 2,0 м.
- Висота — 1,8 м.

Розробку концепту Airstream частково фінансував Департамент Енергетики США (DoE).